# Turnix varius
El torillo pintado o torillo pintojo (Turnix varius) es una especie de ave turniciforme de la familia Turnicidae endémica de Australia. Existen dos subespecies: la subespecie nominal que habita en el continente australiano y el torillo de Abrolhos (Turnix varius scintillans) endémica de las islas Houtman Abrolhos.

## Descripción
El torillo pintojo mide entre 19 y 20 cm de largo. Es un ave de hábitos terrestres que suele encontrarse en el suelo entre la hierba de los bosques. Se alimenta principalmente de insectos y semillas. Presenta dimorfismo sexual; las hembras son ligeramente mayores y de coloración más intensa. Su plumaje es principalmente de tonos pardo grisáceos con diversos moteados blancos y negros, aunque sus hombros y flancos son principalmente de color castaño rojizo. Presenta moteado blanco en cabeza y pecho, mientras que en la parte superior presenta plumas con listado negro además del moteado blanco.
Como es común en todos los torillos, los machos se encargan de incubar los huevos (durante 15 días) y de cuidar a los polluelos. Las hembras son polígamas y luchan entre ellas por los machos, a los que abandonan tras la puesta de los huevos.

## Distribución
El torillo pintojo es nativo del este y sur de Australia. Se extiende desde Queensland en dirección sur hasta Nueva Gales del Sur, Victoria, Australia Meridional y Tasmania. Además hay una población separada en el suroeste de Australia Occidental. La subespecie Turnix varius scintillans es endémica de las islas Houtman Abrolhos que se encuentran al oeste del continente australiano. Había otra subespecie, Turnix varius novaecaledoniae, endémica de Nueva Caledonia, pero se teme que está extinta ya que no se tienen registros de ella desde 1912.

## Estado de conservación

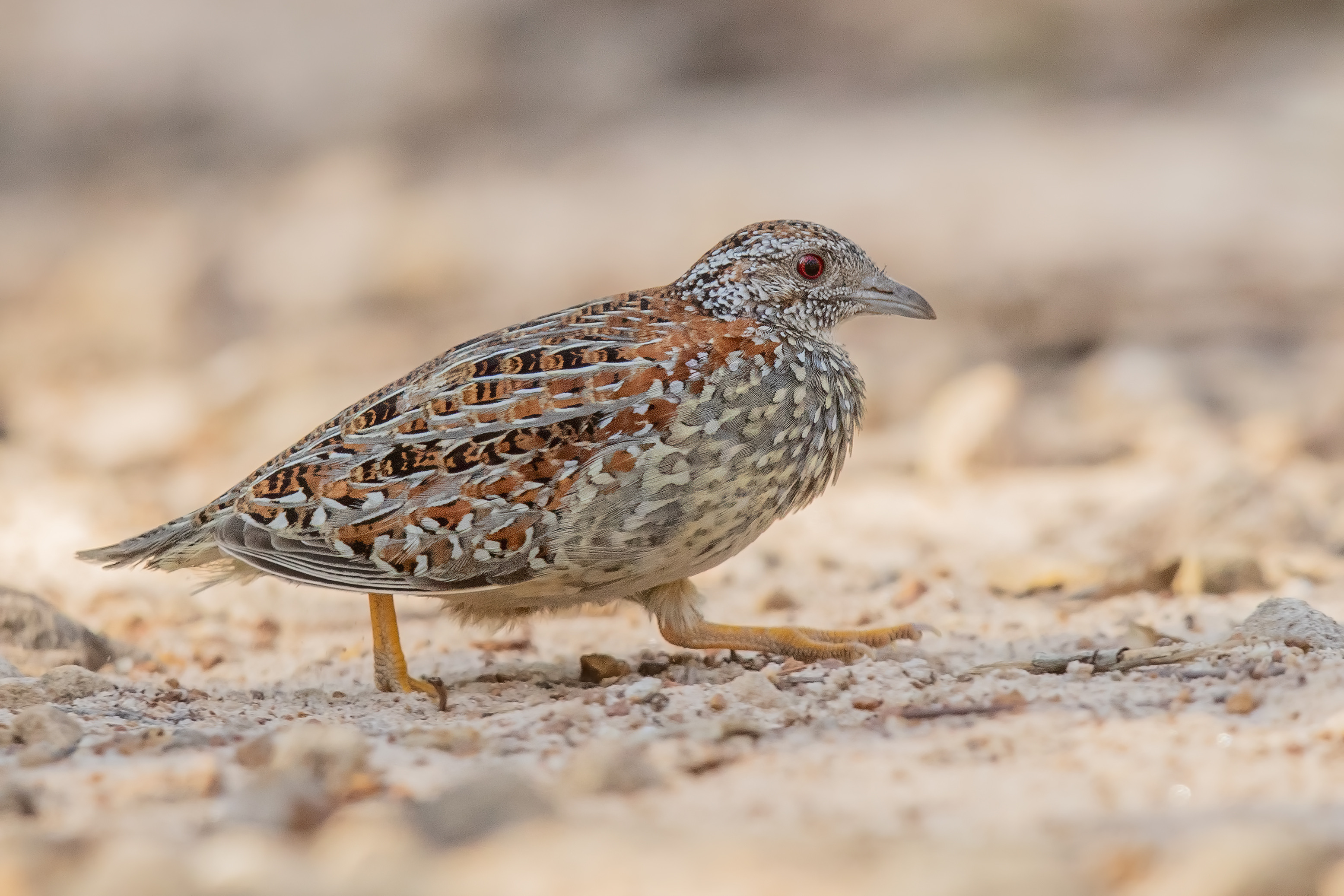
Torrillo pintojo en la reserva natural de Castlereigh, Nueva Gales del Sur, Australia (2019)

El área de distribución del torillo pintojo es bastante amplia. No se han realizado cálculos del tamaño de su población pero se sospecha que está en declive. Parece ser común en los hábitat apropiados y algunas regiones, y poco frecuente en otras. La UICN lo cataloga como "especie bajo preocupación menor".